# Campylomormyrus cassaicus
Campylomormyrus cassaicus es una especie de pez elefante eléctrico en la familia Mormyridae presente el los ríos Luachimo y Kasai. Es nativo de Angola y la República Democrática del Congo; puede alcanzar un tamaño aproximado de 200 mm.
Respecto al estado de conservación, se puede indicar que de acuerdo a la IUCN, no existe información suficiente para determinar la categoría de esta especie.